# 黃彥毓
黃彥毓 (1978年3月27- )，中華民國政治人物，民主進步黨籍，現任高雄市議會第十選區(前鎮區、小港區)議員，出生於雲林縣民主運動家庭，父親為美麗島雜誌雲林總幹事黃良平。曾任陳菊市長室秘書，並於高雄市政府勞工局、客委會、經發局、工務局、水利局服務，2016年當選民進黨高雄市黨部主委，2018年進入中華民國經濟部任職，2022年當選高雄市議員。

## 早期政治生涯
早期於高雄市政府勞工局、客委會、經發局、工務局、水利局服務；2016年在陳菊市長鼓勵下參選第四屆民進黨高雄市黨部主委，並順利當選；2018年受時任行政院長的賴清德提攜，進入經濟部服務，並參與口罩國家隊議題。

## 選舉紀錄
| 年度 | 選舉屆數             | 選舉區           | 所屬政黨   | 得票數 | 得票率 | 當選標記 | 備註 |
| ---- | -------------------- | ---------------- | ---------- | ------ | ------ | -------- | ---- |
| 2022 | 第四屆高雄市議員選舉 | 高雄市第十選舉區 | 民主進步黨 | 10,826 | 6.73%  |          |      |